# Festival Jersey Live
Le festival Jersey Live est un festival musical organisé chaque année, depuis 2004, par la Royal Jersey Agricultural and Horticultural Society dans la paroisse de La Trinité sur l'île Anglo-Normande de Jersey.

## Présentation

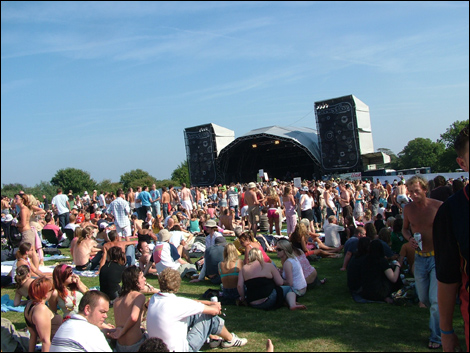
Le festival de musique Jersey Live.

Le festival de musique Jersey Live a été créé en 2004 par le DJ Warren Le Sueur, connu localement pour son professionnalisme et son expérience en tant que propriétaire d'une discothèque et d'animateur disc Jockey et son collègue Warren Holt.
Le festival Jersey Live se déroule sur deux journées, les premiers samedi et dimanche de septembre. Le festival accueille les groupes musicaux et le public dans le parc d'exposition (showground) de la Royal Jersey Agricultural and Horticultural Society.
Lors de la seconde édition, en 2005, 3 500 personnes avaient assisté à l'évènement musical. En 2006, 7 000 étaient venues et en 2009 environ 9 000 fans avaient pris part au festival. En 2011, le festival a accueilli environ 10 000 personnes par jour. Le festival Jersey Live est devenu le premier festival musical des îles anglo-normandes.
Les spectacles sont présentés sur plusieurs scènes. La scène principale (Main stage), la scène dédiée aux danses (Dance stage), la scène réservée aux "allumés" (Tease stage) et une scène d'hospitalité (Hospitality stage) qui accueille les musiques du monde les plus diverses comme la world music et la musique traditionnelle, notamment normande de Jersey avec le groupe musical des Badlabecques qui interprète des chansons en langue jersiaise.
Deux campings à proximité accueillent les festivaliers, le camping Beuvelande, rue de Beuvelande situé dans la paroisse de Saint-Martin et le camping Bleu Soleil, route de Vinchelez, au lieu-dit de la Cueillette de Léoville dans la paroisse de Saint-Ouen au sud de la Cueillette de Vinchelez.